# Bommenahalli, Belur
Bommenahalli là một làng thuộc tehsil Belur, huyện Hassan, bang Karnataka, Ấn Độ.